# Pinhel (stolica tytularna)
Pinhel (łac. Dioecesis Pinhelensis) – stolica historycznej diecezji w Portugalii, erygowanej w roku 1770, a zlikwidowanej w roku 1881. Współcześnie miejscowość Pinhel w dystrykcie Guarda. Obecnie katolickie biskupstwo tytularne.

## Biskupi tytularni
| Lp. | Biskup                  | Funkcja                                     | Od                   | Do                   |
| --- | ----------------------- | ------------------------------------------- | -------------------- | -------------------- |
| 1   | Thomas Kiely Gorman     | emerytowany biskup Dallas (USA)             | 22 sierpnia 1969     | 21 stycznia 1971     |
| 2   | Mervyn Alexander        | biskup pomocniczy Clifton (Wielka Brytania) | 8 marca 1972         | 20 grudnia 1974      |
| 3   | Hugo Mark Gerbermann    | biskup pomocniczy San Antonio (USA)         | 2 lipca 1975         | 19 października 1996 |
| 4   | Manuel Clemente         | biskup pomocniczy Lizbony (Portugalia)      | 6 listopada 1999     | 22 lutego 2007       |
| 5   | Guillermo Abanto Guzmán | biskup pomocniczy Limy (Peru)               | 30 stycznia 2009     | 30 października 2012 |
| 6   | Jorge Estrada Solórzano | biskup pomocniczy Miasta Meksyk (Meksyk)    | 28 maja 2013         | 11 maja 2019         |
| 7   | Roberto Ferrari         | biskup pomocniczy Tucumán (Argentyna)       | 10 października 2020 |                      |